# Taliedo
Taliedo (Talied in dialetto milanese, AFI: [taˈljeːt]) è un quartiere    di Milano, posto a est del centro, appartenente al   Municipio  4 e al NIL n. 30 "Taliedo - Morsenchio - Q.re Forlanini". 

## Storia
Fino al 1873 il territorio ha fatto parte del Comune dei Corpi Santi che venne inglobato nella città di Milano.
Fino ai primi del Novecento Taliedo era una zona di campagna ricca di orti e cascine. Il nome deriva dalla Cascina Taliedo, la più grossa della zona, che a sua volta prese il nome dalla presenza di numerosi alberi di tiglio (tilietum in latino).
Nel 1910 la località di Taliedo venne scelta per svolgere il Circuito Aereo Internazionale, gara di velocità aperta a piloti e apparecchi stranieri. L'area venne attrezzata con hangar e officine di manutenzione, e nell'Aerodromo d’Italia, come venne pomposamente chiamato, venne ricavato un percorso di gara chiuso di forma triangolare. Vennero requisite ed abbattute tutte le cascine della zona ad eccezione della Cascina Taliedo che venne abbattuta successivamente. L'Aerodromo venne collegato con la città da una linea tramviaria, la numero 35, con capolinea in Piazza Ovidio. Nel 1913 il campo divenne aeroporto militare, con due squadriglie del Battaglione Aviatori del Regio Esercito.
Il Campo di aviazione di Taliedo fu uno dei primi aeroporti d'Italia e l'unico Aeroporto di Milano fino alla costruzione di Linate. Nei primi anni trenta  con la costruzione dell'aeroporto di Linate intitolato a Enrico Forlanini, il campo di aviazione di Taliedo fu abbandonato, con l'area che occupava che fu definitivamente trasformata, nel secondo dopoguerra, in zona residenziale e industriale.
Con l'espansione urbana di Milano, anche la parte sud fu progressivamente edificata. Negli anni 1961-63 venne costruito il "Quartiere Taliedo", 501 appartamenti di edilizia popolare dello IACP per un totale di 1 650 abitanti.